# Ансун-ванху
Ансун-ванху (18 апреля 1445 г. — 3 февраля 1499 г.) — королева-консорт Чосона, из клана Чхонджу Хан была второй женой Йеджона, 8-го вана Чосона. После смерти мужа в 1469 году, она была удостоена звания Вдовствующей королевы Инхе (인혜왕대비) во время правления её приемного сына, короля Сонджона, а затем как Великой вдовствующей королевы Инхе (인혜대왕대비) во время правления её внучатого племянника, короля Ёнсангуна.

## Жизнеописание
Будущая королева Ансун родилась 18 апреля 1445 года в клане Чхонджу Хан и была четвёртым ребёнком и старшей дочерью Хан Бэк-рюна и его жены, госпожи Лим из клана Пунчхон Лим.
В 1462 году умерла принцесса Хан — супруга тогдашнего наследного принца Ли Хвана.

### Наложница наследного принца
Поскольку госпожа Хан родилась в том же году, что и она, она была выбрана в качестве наложницы для наследного принца Ли Хвана в 1463 году и получила титул Со-хун (младший 5-й ранг); поэтому была известна как Королевская супруга Со-хун из клана Чхонджу Хан и временно жила в резиденции дворца Дон. Хотя она не была главной супругой, с ней обращались так же как и наследной принцессой-консортом Хан
Королевская супруга Со-хун родила двух дочерей и двух сыновей, но только один принц и одна принцесса пережили детство: Ли Хён, великий принц Джин, и принцесса Хёнсок.

### Королева-консорт
В 1468 году наследный принц занял трон и стал восьмым ваном Чосона, после того как Седжо отрёкся от престола из-за своей болезни. Супруга Со-хун была назначена новой королевой. Поскольку в то время она уже почти должна была родить, к её отчему дому[уточнить] были отправлены охранники, чтобы присматривать за будущей королевой.
Её жизнь в качестве королевы была короткой, так как её муж умер всего через 13 месяцев после своего восхождения на трон. Её сын, Великий принц Джин, был признан слишком молодым, чтобы стать новым правителем. Следовательно, её свекровь, Вдовствующая королева Джасон и Хан Мёнхо, главный государственный советник в то время, выбрали принца Джасана, зятя Хан Мёнхо и племянника Йеджона, который должен был стать преемником. Поскольку королева была женой бывшего короля, она по закону была матерью нового монарха Ли Хёля и была удостоена звания Вдовствующей королевы Инхё (인혜왕대비).

### Вдовствующая королева
Конфликты произошли, когда покойный отец короля — наследный принц Ыйгён — был посмертно объявлен ваном, что сделало его вдову, наследную принцессу Су (мать Сонджона), Вдовствующей королевой (с почётным именем Инсу). Поскольку было необходимо определить старшинство между Инхе и Инсу, Великая вдовствующая королева Джасон как старший член королевской семьи, решила проблему, заявив, что Инсу была поручена задача защиты Йеджона покойным ваном Седжо, подразумевая её старшинство над королем Йеджоном и Вдовствующей королевой Инхе.
Жена Сонджона умерла в 1474 году в возрасте 17 лет и была посмертно удостоена титула «королева Конхе». Кшитигарбха-пранидахана-сутра (Великие обеты Бодхисаттвы Кшитигарбхи) была заказана тремя вдовствующими королевами через Ведомство Королевского казначейства. Эта сутра теперь считается важным артефактом для изучения книгопечатания и буддизма во времена династии Чосон.
Великая вдовствующая королева Джасон умерла в 1483 году и была посмертно удостоена звания королевы Чонхви. Её смерть сделала Инхё самым старшим членом королевской семьи после королевы Инсу.

### Великая вдовствующая королева
После смерти Сонджона в 1494 году Инхё была удостоена титула Великой вдовствующей королевы Инхё.
Она умерла в возрасте 53 лет, во время правления своего внучатого племянника Ёнсангуна, и была посмертно известна как королева Ансун (안순왕후).

## Семья

### Родители
- Отец — Хан Пэк-рюн (1427—1474) (한백륜)[4]
  - а) Дедушка − Хань Чанг (1411—1451) (한창)
    - б) Прадед — Хан Ге-бок (한계복, 韓季復)
      - в) Пра-пра-дедушка — Хан Хе (한혜, 韓惠)
        - г) Пра-пра-пра-дедушка — Хан Сан Гён (한상경, 韓尙敬) (1360—1423)
          - д) Пра-пра-пра-пра-дедушка — Хан Су (한수, 韓脩) (1333—1384)[5]
          - д) Пра-пра-пра-пра-бабушка — леди Гвон из клана Андонг Гвон (안동 권씨, 安東 權氏)
            - е) Пра-пра-пра-пра-пра-дедушка — Хан Гун-и (한공의, 韓公義)

  - а) Бабушка — леди Гим из клана Сохын Гим (서흥 김씨, 瑞興 金氏)
- Дядя — Хан Сок-рюн (한숙륜, 韓叔倫)
- Мать — Внутренняя принцесса-консорт Соха из клана Пунчхон Им (서하부부인 풍천 임씨, 西河府夫人 豊川 任氏) (? — 1472)
  - Дедушка — Им Ю (임유, 任柔)

### Братья и сестры
- Старший брат — Хан Хван (한환, 韓懽); Жена: Леди Джо (조씨)
- Старший брат — Хан Ёль (한열, 韓悅); Жена: леди Йи из клана Ёджу Йи (여주 이씨)
  - Племянник — Хан Гён Сок (한경석, 韓慶錫)
  - Племянник — Хан Гён Рок (한경록, 韓慶 綠)
- Старший брат — Хан Ханг (한항, 韓恒); Жена: Леди Хван из клана Чанвон Хван (창원 황씨)
  - Племянник — Хан Гён Со (한경서, 韓慶 瑞)
  - Племянник — Хан Гён Ун (한경운, 韓慶雲); усыновлен Хан Хваном
- Младший брат — Хан Сунь (한순, 韓恂) (1453—1541)
  - Невестка — леди Джо из клана Пхеньян Джо (평양 조씨)
    - Племянник — Хан Гён Хун (한경훈, 韓慶勳)

  - Невестка — леди Ли
    - Племянница — королевская супруга Гви-ин из клана Чхонджу Хань (1500—1571) (귀인 한씨); наложница короля Чунджона
      - Безымянный внучатый племянник (1528 г.)
- Младшая сестра — принцесса-консорт Чхонан из клана Чхонджу Хан (천안군부인 청주 한씨); Муж: И Цзюнь, принц Гвисонг (귀성군 이준, 龜城君 李浚) (20 января 1441 — 3 февраля 1499)[6]
  - Приемный племянник — И Чжэн, принц Хоевон (회원군 이쟁, 會原君 李崢)
- Младшая сестра — леди Хан из клана Чхонджу Хан (정부인 청주 한씨, 貞夫人 淸州 韓氏); Муж: Шин Су Ён (신수영, 愼守英) (? — 2 сентября 1506 г.)[7]
  - Племянник — Шин Хон Чжэ (신홍제, 愼弘濟)
  - Племянник — Шин Хонг-ю (신홍유, 愼 弘 猷)

### Муж
- И Хван, король Йеджон (14 января 1450 — 31 декабря 1469) (조선 예종)
  - Свекор — И Ю, король Седжо (세조, 世 祖) (2 ноября 1417 — 23 сентября 1468)
  - Свекровь — королева Чонхви из клана Папхён Юн (정희왕후 윤씨, 貞熹王后 尹氏) (8 декабря 1418 — 6 мая 1483)

### Дети
- Принцесса Хёнсок (1464—1502) (현숙공주)[8]
  - Зять — Им Гван Чжэ (? — 1495) (임광재).[9]
- И Хён, великий принц Джин (13 февраля 1466 г. — 14 декабря 1525 г.) (이현 제안대군)[10].
  - Невестка — принцесса-консорт Сангсан из клана Санджу Гим (상산부부인 상주 김씨) (? — 1529)
  - Невестка — принцесса-консорт Сынпхён из клана Парк Сунчхон (승평부부인 순천 박씨) (? — 1485)[11]
    - Приемный внук — И Па, принц Накпун (낙풍군 이파, 李葩) (13 января 1515 — 15 сентября 1571)[12]
- Принцесса Хесон (сентябрь 1468 — 5 августа 1469) (혜순공주)
- Безымянный великий принц (대군)

## В искусстве
- Сыграла Ли Ин Хе и Гим Ын Чжу в сериале KBS2 1994 года « Хан Мён Хо» .
- Сыграла Чхве Ын Сук в сериале KBS21995 года Чан Нок Су.
- Сыграла Гён Ин Сон в сериале KBS2 1998—2000 годов « Король и королева» .
- Сыграла Ли Джэ Ин в сериале SBS 2007—2008 «Король и я».
- Сыграла Ли Ён Ду и Гим Вон Хи в сериале JTBC 2011—2012 годов « Инсу, королева-мать» .